# Мінамото но Аріхіто
Мінамото но Аріхіто (*源 有仁, 1103—1147) — середньовічний японський державний діяч, каліграф, поет, письменник, музика періоду Хейан. Відомий як Лівий міністр Ханадзоно.

## Життєпис
Походив з аристократичного роду Ґосандзьо Генджі. Син принца Сукехіто і онук імператора Ґо-Сандзьо. Матір'ю була донька Мінамото но Моротада. Народився у 1103 році. 1115 року відбулася церемонія повноліття (гемпуку). Розпочав службу у 1119 році, коли було призначено командувачем коенфу (палацової гвардії) з молодшим третім рангом. Того ж року оженився з донькою Фудзівара но Кіндзане. Надалі брав участь у підготовці ілюстрованої версії (емакі) твору Ґендзі моноґатарі.
1120 року призначений на посаду старшого державного радника. У 1122 році призначено двірцевим міністром.
1131 року стає Правим міністром. У 1136 році призначено Лівим міністром. Тоді ж отримав у подарунок маєток Ханадзоно (Палац саду квітів), де збудував будинок на озері (ікедате). Видав свою названу доньку Йосіко за спадкоємця трону Масахіто.
З середини 1140-х років важко захворів, внаслідок чого відійшов від державних справ. У 1147 році став буддистським ченцем під ім'ям Дьокаку. Помер того ж року.

## Творчість
Знався на церемоніалі, з питань якого уклав декілька підручників. Є автором щоденника «Ханадзоно-сафу-кі» («Нотатки Лівого міністра Ханадзоно»), що складався з 800 сувоїв. Натепер збереглися лише окремі частини.
Складав вірші у стилі вака. Відомо про 3 таких вірші в антології «Шинкок-ін шю» («Нова колекція стародавніх і сучасних віршів»), яку було складено у 1205 році. Також у доробку Аріхіто є вірші в жанрі ренґа.
Вважається, що саме Мінамото но Аріхіто дав поштовх аристократичній моді на використання косметики, обряду охагуро і голінню брів з малюванням нових чорнил.